# Chợ Lầu
Chợ Lầu là thị trấn huyện lỵ của huyện Bắc Bình, tỉnh Bình Thuận, Việt Nam.
Thị trấn Chợ Lầu có diện tích 34,34 km², dân số năm 2015 là 16.201 người  mật độ dân số đạt 472 người/km².